# Estación de Traña
La estación de Traña es una estación de ferrocarril en superficie perteneciente a la línea 1 de Euskotren Trena, ubicada en el barrio de Traña-Matiena del municipio vizcaíno de Abadiano en el País Vasco en España. La estación actual fue inaugurada el 17 de diciembre de 2012 junto con la estación de Durango en el contexto del soterramiento del ferrocarril en el duranguesado, y su tarifa corresponde a la zona 4 del Consorcio de Transportes de Bizkaia. Sustituyó al apeadero en superficie existente que daba servicio a este barrio de Abadiano que se conformó en los años 1960.

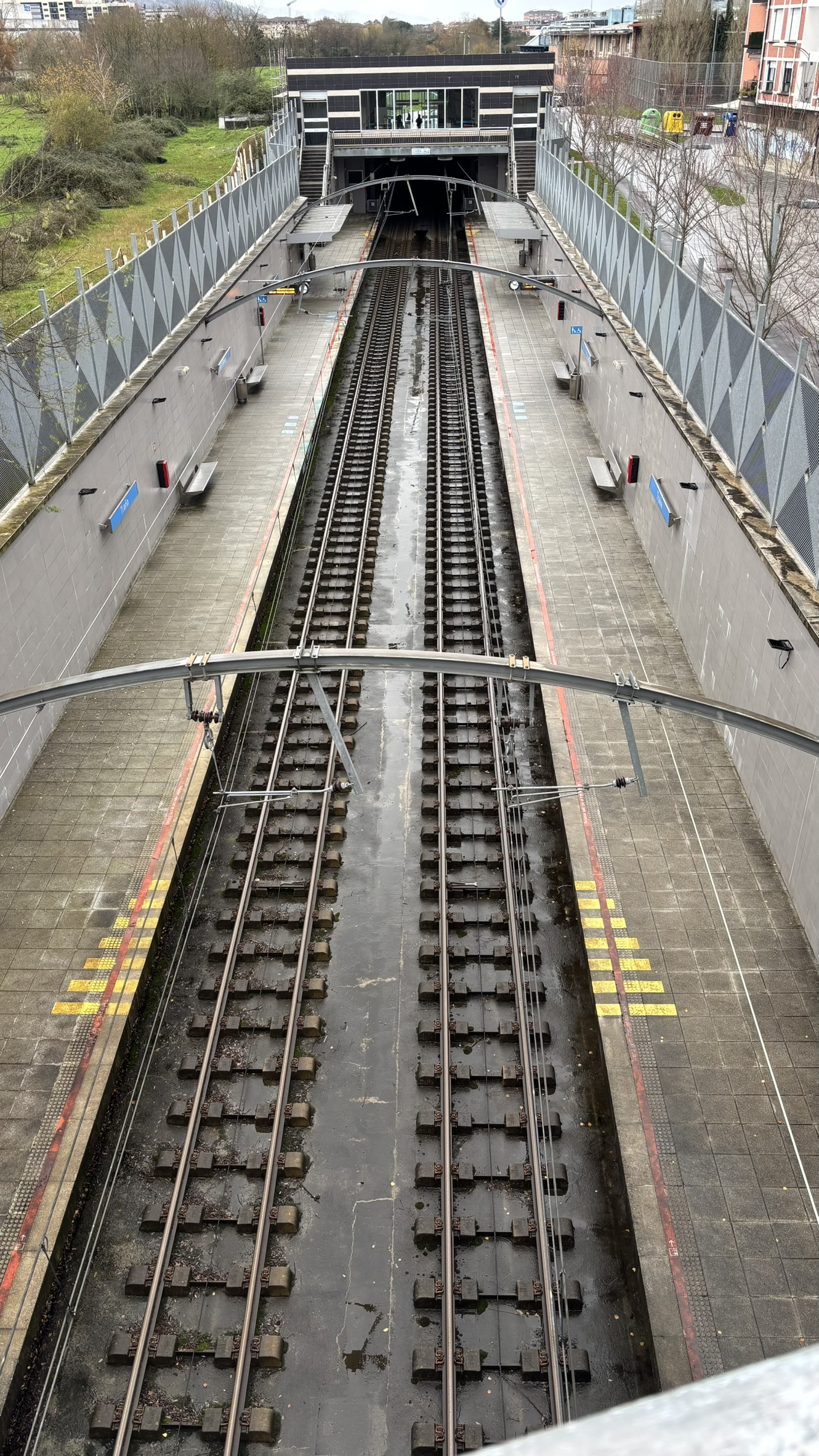
Vista general de la estación del ferrocarril de Traña Matiena.

## Accesos
- C/ Trañaetxoste, 9
- Interior de la estación

## Nueva estación
En 2007, Euskal Trenbide Sarea comenzó las obras de construcción de la nueva estación y de eliminación de varios pasos a nivel así como el apeadero de Fauste-Landako que daba servicio a la parte oeste del municipio. La vía fue duplicada y soterrada dentro del programa denominado Operación Durango. La nueva estación de Traña fue inaugurada, junto con la de Durango, el 17 de diciembre de 2012. La puesta en marcha del nuevo trazado trajo consigo además del desmantelamiento del apeadero de Fauste-Landako en Durango y la sustitución del apeadero de Traña-Matiena por la nueva infraestructura que se construyó justo en el extremo oeste del túnel de soterramiento, quedando bajo el nivel de la calle y siendo en iniocio de una trinchera que atraviesa el barrio.
Las nuevas instalaciones cuentan con  el acceso situado en el otro extremo de la instalación alejado del centro del núcleo urbano de la población y los andenes, aún cuando quedan en una cota inferior a la de la calle, quedan descubiertos.